# Bess Flowers
Bess Flowers was een actrice uit de Verenigde Staten van Amerika.
Flowers speelde veel bijrollen, maar dan wel in ongeveer 860 films en zo'n 60 televisieproducties. Hiermee werd ze bekend als actrice van bijrollen. Dit leverde haar de bijnaam The Queen of the Hollywood Extras op.

## Filmografie
- Gemeinsame Normdatei: 1196565236
- International Standard Name Identifier: 0000 0004 4776 2619
- Library of Congress Control Number: n93107284
- Virtual International Authority File: 315533531
- WorldCat: E39PBJtCBDmXB9j7pqgqhjtVG3